# Siglos Oscuros (lengua gallega)

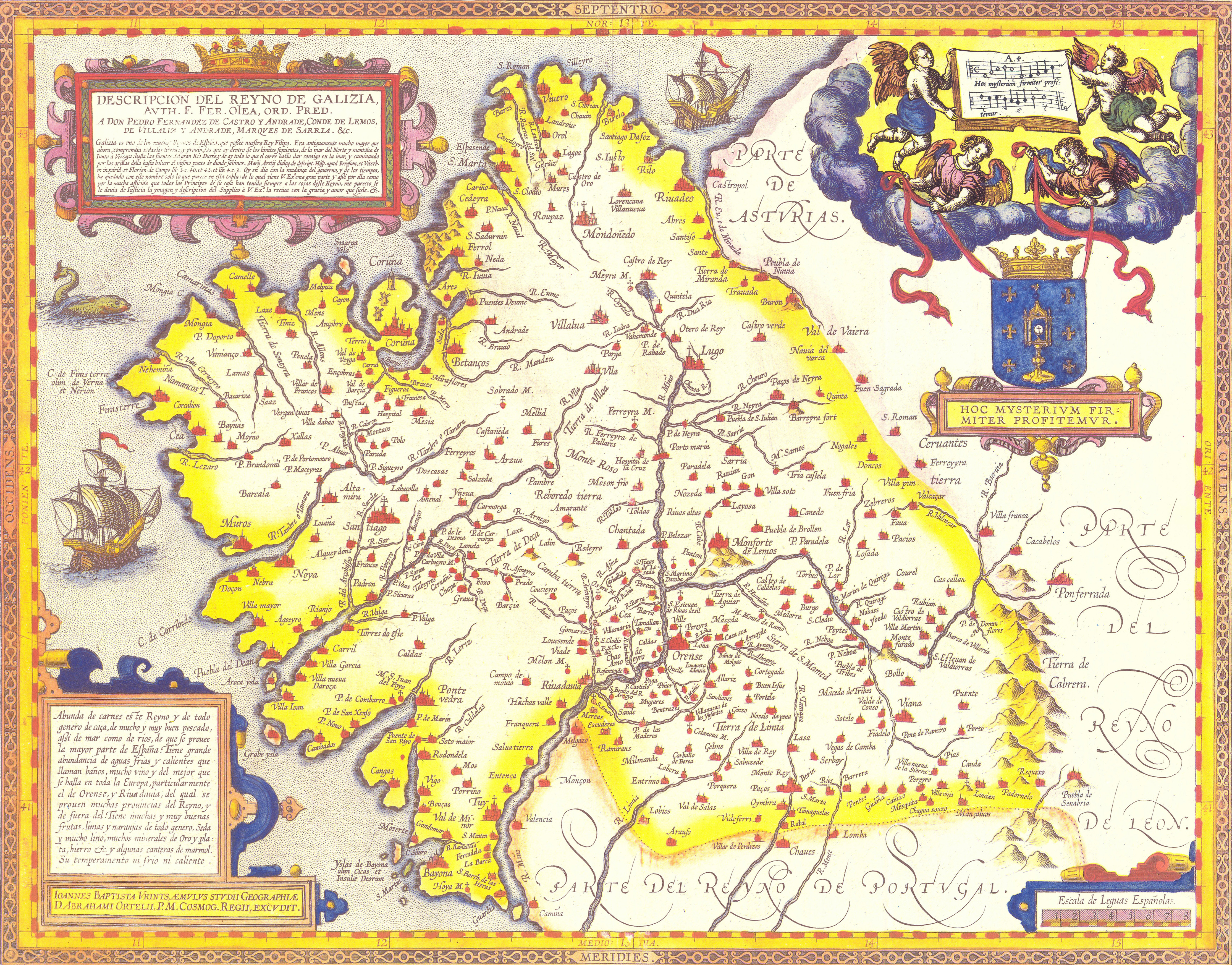
Mapa del Reino de Galicia (circa 1603)

Los Siglos Oscuros (Séculos Escuros) es una etapa de decadencia de la literatura gallega en cuanto a su dimensión cultural y científica. Se refieren a los siglos XVI, XVII y XVIII.

## Historia
La lengua gallega, durante ese periodo de tres siglos, estuvo ausente de los usos escritos en contraposición con el castellano y el portugués que entran en un proceso de fijación y codificación que les da la categoría de lenguas de cultura. En el caso del gallego, está ausente de dicho proceso, llegándose a considerar como no apta para la ciencia o para la cultura. Sin embargo, seguiría siendo la vía normal de comunicación para casi la totalidad de la población de Galicia. 
La literatura gallega queda así al margen del Renacimiento y del Barroco, contraponiendo esta etapa oscura con el Siglo de Oro de la literatura castellana. De cualquier manera, se tienen algunas cartas, documentos y escasas muestras literarias que nos dejan ver la lengua de la época. Paralelamente a este vacío de literatura erudita, pervive la lírica popular en forma de cantigas de cuna, de ciego, carnavales, adivinanzas, leyendas, romances, cuentos, etc. Muchos de los cuales llegaron hasta hoy únicamente a través de la transmisión oral. En el siglo XVIII surgen las voces de denuncia de los denominados ilustrados, que demuestran su preocupación por el subdesarrollo de Galicia y ofrecen propuestas renovadoras de la vida económica, social y cultural. Se crean además organismos como las Sociedades Económicas de Amigos do País y la Academia de Agricultura do Reino de Galicia.
Entre este minoritario grupo de intelectuales despunta con fuerza la figura del padre Sarmiento, personaje polifacético (naturalista, lingüístico, bibliófilo...) que defendió el uso del gallego en la enseñanza, en la administración y en la Iglesia; es decir, apoyaba una normalización como lengua propia de los gallegos. Participaron también el padre Feijoo, el primero en rechazar la condición de Dios para el gallego; y el padre Sobreira, continuador de la labor lexicográfica de Sarmiento. Su obra constituye la primera llamada de atención a un problema que se manifestaría en toda su extensión en la segunda mitad del siglo XIX.

## Factores
Fueron varios los factores que provocaron la progresiva decaída del uso del idioma, entre los que cabe destacar:
- El asentamiento en Galicia de una nobleza forastera[1] instransigente con la cultura y la lengua del pueblo[cita requerida], que sustituye a una nobleza autóctona derrotada después de apoyar a los perdedores en las luchas dinásticas por la corona del Reino de Castilla, primero a Pedro I contra Enrique II de Castilla (1356-1369), y después apoyando a Juana la Beltraneja frente a la futura Isabel la Católica (1475-1479).
- La ausencia de una burguesía capaz de defender sus intereses y los del reino de Galicia.
- La disminución de la población.
- La pérdida de autonomía de la Iglesia gallega.
- Lo que el historiador Jerónimo de Zurita dio en llamar "Doma del Reino de Galicia"

Estos hechos y la creciente política centralista e intervencionalista de la Corona de Castilla, fijan gravemente el proceso desgalleguizador en las clases altas de la sociedad e impiden la consolidación del gallego como lengua literaria. Además en el sistema centralizador de la época aparece, junto al concepto de estado nacional, la voluntad de uniformación lingüística, con el castellano como factor de cohesión de la nueva estructura política.